# Ото I (Померания)
Вижте пояснителната страница за други личности с името Ото I.
Ото I от Померания-Щетин (на немски: Otto I von Pommern-Stettin; * 1279; † 30 декември или 31 декември 1344) от фамилията „Грайфи“, е от 1295 г. до смъртта си херцог на Померания-Щетин. От 1320 г. той управлява заедно със сина си Барним III.

## Живот
Син е на херцог Барним I от Померания († 1278) и третата му съпруга Матилда фон Бранденбург-Залцведел († 1316), дъщеря на маркграф Ото III фон Бранденбург († 1267) и принцеса Беатрикс Бохемска († 1286).
По-големият му полубрат Богислав IV († 1309) поема управлението след смъртта на баща им. След смъртта на брат му Барним II през 1295 г. Ото и Богислав IV разделят на две херцогството Померания – Богислав IV получава „Померания-Волгаст“, Ото получава „Померания-Щетин“.
Ото I се жени през 1296 г. за Катарина фон Холщайн-Пльон (* ок. 1276; † пр. 23 май 1300), дъщеря на граф Герхард II фон Холщайн-Пльон и принцеса Ингеборг Шведска. Тя умира след няколко години. Те нямат деца. Ото I се жени втори път на 25 март 1296 г. за нейната сестра Елизабет фон Холщайн-Пльон (* ок. 1282; † 1318/1319).
Херцог Ото умира на 30 или 31 декември 1344 г. и е погребан в църквата Св Мария в Щетин.

## Деца
Ото I и Елизабет фон Холщайн-Пльон имат две деца:
- Барним III (* 1320; † 24 август 1368), херцог на Померания-Щетин, женен ок. 1330/1345 г. за Агнес фон Брауншвайг-Грубенхаген (1318 – 1371)
- Матилда (* ок. 1320; † юли 1331/1332), омъжена 1317 г. за Йохан III фон Верле (1301 – 1352)